# Ioan Wetzer
Ioan Wetzer (n. 3 august 1916, Timișoara, Austro-Ungaria - d. ?) a fost un fotbalist român. Este unul din cei trei frați (ceilalți fiind Rudolf și Ștefan) care au fost toți fotbaliști activi în echipe ale vremii.